# PLSCR4
PLSCR4‏ (Phospholipid scramblase 4) هوَ بروتين يُشَفر بواسطة جين PLSCR4 في الإنسان.